# Heddi Böckman
Hedvig Louise (Heddi) Böckman, född Sandman 8 december 1938 i Helsingfors, är en svensk författare som skriver både ungdoms- och vuxenlitteratur. För ungdomar finns hästserien om Sandra och hennes häst Vildros vars framsidor illustreras av grafikern Bengt Böckman, som var hennes make. 
Heddi Böckman är dotter till den finlandssvenska författaren Rut Forsblom samt syster till den finlandssvenska författaren Irmelin Sandman Lilius och halvsyster till den svenske författaren och översättaren Öjevind Lång.